# لاري شرايبر
لاري شرايبر (بالإنجليزية: Larry Schreiber)‏ هو لاعب كرة قدم أمريكية أمريكي، ولد في 11 أغسطس 1947 في كوفينغتون في الولايات المتحدة.

## وصلات خارجية
- لاري شرايبر على موقع مرجع كرة القدم المحترفة.كوم (الإنجليزية)